# Sylwia Stańczyk
Sylwia Agnieszka Stańczyk – polska specjalistka zarządzania przedsiębiorstwem, dr hab. nauk ekonomicznych, profesor uczelni Katedry Projektowania Systemów Zarządzania Wydziału Zarządzania Uniwersytetu Ekonomicznego we Wrocławiu.

## Życiorys
W 1999 ukończyła studia zarządzania i marketingu w Akademii Ekonomicznej im. Oskara Langego we Wrocławiu, 9 marca 2003 obroniła pracę doktorską Wpływ kierownika na kształtowanie kultury organizacyjnej, 20 lutego 2019 habilitowała się na podstawie pracy zatytułowanej Tożsamość ekosystemu biznesu.
Została zatrudniona na stanowisku profesora uczelni w Katedrze Projektowania Systemów Zarządzania na Wydziale Zarządzania Uniwersytetu Ekonomicznego we Wrocławiu.